# Cztery Kopy
Cztery Kopy – osada w Polsce położona w województwie śląskim, w powiecie lublinieckim, w gminie Herby.
W latach 1975–1998 miejscowość administracyjnie należała do województwa częstochowskiego.